# Паракуаро

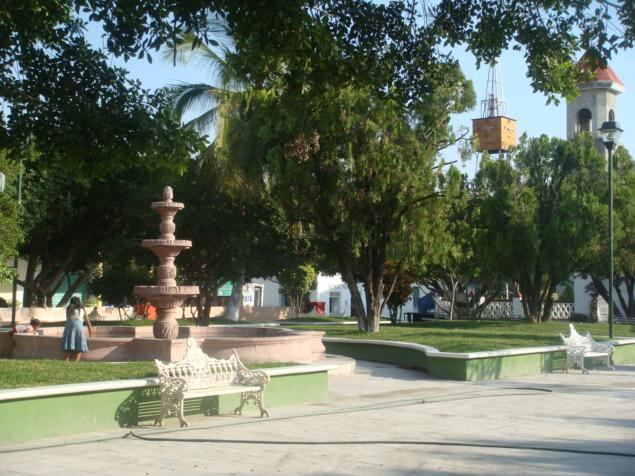
Вид на площадь военного штаба в Паракуаро, Мичоакан

Паракуаро (исп. Parácuaro) — административный центр одноимённого муниципалитета в мексиканском штате Мичоакан. Расположен в западной части страны.

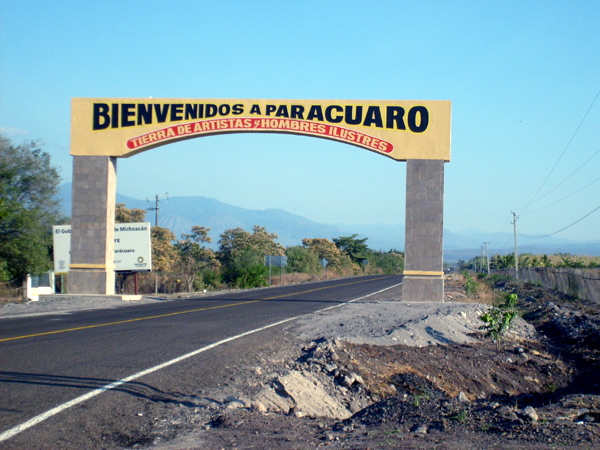
Въезд в Паракуаро по местной дороге

## География
Город находится примерно в 200 километров (120 миль) от столицы штата, по координатам 19°08′46″ с. ш. 102°13′08″ з. д.. Высота над уровнем моря — около 381 метр (1250 фут).
Климат Паракуаро относится к переходному типу — от умеренного до тёплого. Город окружён горами Сьерра-Мадре-дель-Сур.

## Население
По данным переписи 2020 года, население Паракуаро составляет 3898 человек, что свидетельствует о небольшом снижении (-0.09 % ежегодно) по сравнению с 3932 жителями в 2010 году. Площадь муниципалитета — 2129 км², плотность населения — 1831 чел./км².
Большинство населения старше 15 лет умеют читать и писать — уровень неграмотности составляет всего 5,57 %. Средний уровень образования — около 8.5 лет. Меньше одного процента населения (0.77 %) считает себя представителем коренных народов.

## Экономика
Основными видами экономической деятельности в Паракуаро являются сельское хозяйство и животноводство.

## Культура и известные личности
Паракуаро дало Мексике несколько известных культурных деятелей:
- Хуан Габриэль (настоящее имя — Альберто Агилера Валадес), известный певец, композитор и актёр.
- Эльпида Каррильо, голливудская актриса и продюсер.
- Агустин Берналь, актёр и кинопродюсер.
- Сенобио Морено, участник Мексиканской революции против правительства генерала Викториано Уэрты; вместе с другими паракуаренсами подписал План Паракуаро 21 апреля 1913 года.